# Lebogang Mostumi
Lebogang Brenda Mostumi, née à Johannesbourg, est une tiktokeuse, séropositive et militante sud-africaine contre le Virus de l'immunodéficience humaine (VIH).

## Biographie

### Vie privée
Enceinte à 16 ans, elle tente sans succès d'interrompre sa grossesse avant de perdre son bébé quelque temps plus tard. 
À 17 ans, aspirant à une vie de luxe et poursuivant un rêve de célébrité, elle contracte le VIH quand elle est en relation avec le rappeur. Zombo (en) mort de la maladie. Après son décès, elle l'accuse dans plusieurs publications sur X de l'avoir sciemment contaminée.

### Activisme
Elle s'engage dans la lutte contre le Syndrome d'immunodéficience acquise (SIDA) en partageant l'histoire de sa vie pendant des conférences aux jeunes filles et  lors de la 21e conférence internationale sur le sida (en) décriant les sugar dadies qui infectent des jeunes filles. 
Elle publie son autobiographie I'm Still Here! From My Death Bed to the World (« Je suis toujours là! De mon lit de mort au reste du monde »). 
En 2015, elle reçoit le prix African Youth Hero (Héroïne de la jeunesse africaine) en 2015 par l’Union africaine à Addis-Abeba en Éthiopie.[réf. nécessaire]